# Cassidias australiensis
Cassidias australiensis là một loài chân đều trong họ Sphaeromatidae. Loài này được Bruce miêu tả khoa học năm 2003.